# Marobo
| Region Marobo                                       |               |                        |                      |              |
| Marobo liegt im Norden des Verwaltungsamts Bobonaro |               |                        |                      |              |
| Gesamtdaten                                         |               |                        |                      |              |
| Fläche                                              | Fläche        | 18,66 km²              | 18,66 km²            | 18,66 km²    |
| Einwohnerzahl                                       | Einwohnerzahl | 3.931 (2015)           | 3.931 (2015)         | 3.931 (2015) |
| Sucos                                               | Fläche        | Einwohner- zahl (2022) | Position             | Höhe         |
| Atuaben                                             | 4,74 km²      | 989                    | 9° 0′ S, 125° 20′ O  | 826 m        |
| Ilat-Laun                                           | 6,44 km²      | 1.637                  | 8° 59′ S, 125° 20′ O | 609 m        |
| Soileco                                             | 7,48 km²      | 1.465                  | 9° 0′ S, 125° 20′ O  | 761 m        |

Marobo (Marabo) ist eine osttimoresische Region im Norden des Verwaltungsamts Bobonaro (Gemeinde Bobonaro), nördlich des Orts Bobonaro. Früher bildete sie ein Reich der Kemak.

## Geographie

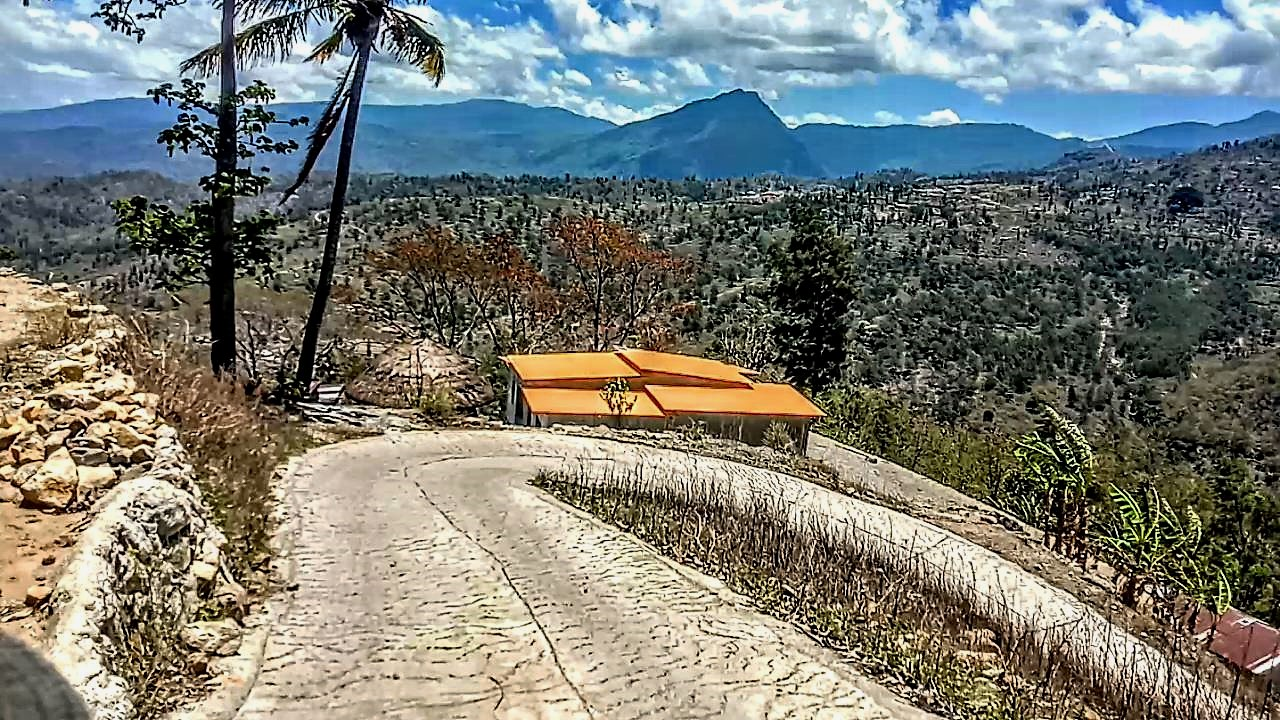
In Ilat-Laun

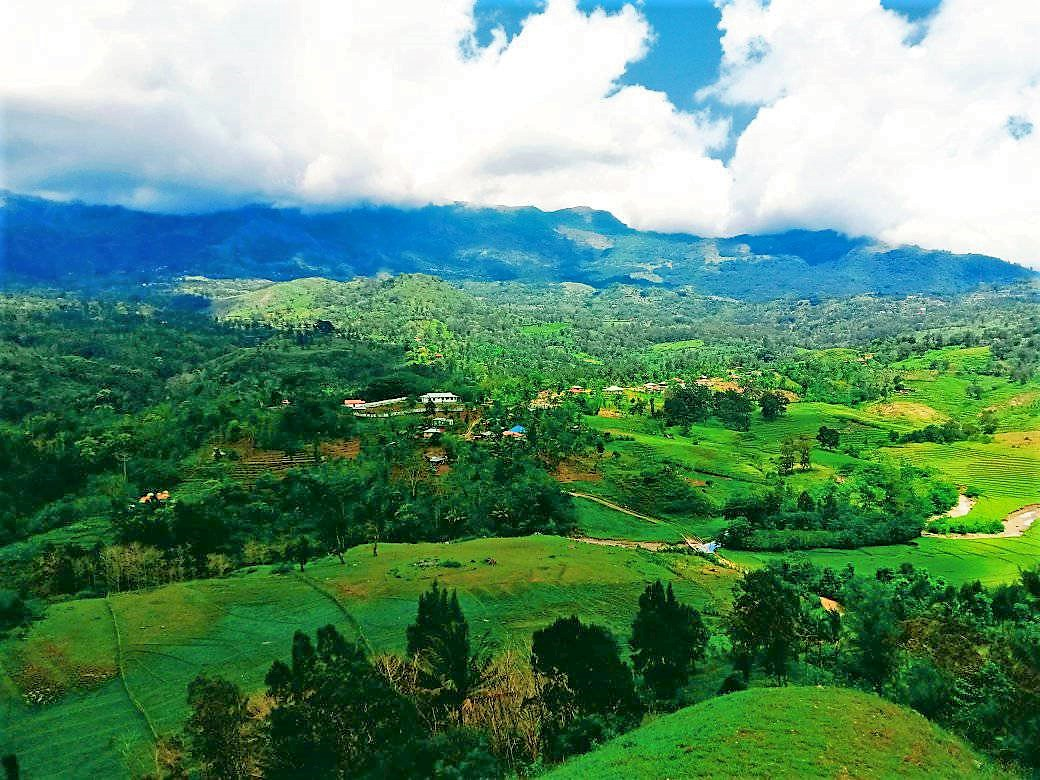
In Soileco

Marobo teilt sich heute in die drei Sucos Atu-Aben, Ilat-Laun und Soileco. Südlich schließen sich die ebenfalls zum Verwaltungsamt Bobonaro gehörenden Sucos Malilait, Lourba und Maliubu an. Im Westen liegt das Verwaltungsamt Maliana, im Nordwesten das Verwaltungsamt Cailaco (beide Gemeinde Bobonaro) und im Osten das Verwaltungsamt Atsabe (Gemeinde Ermera) an. Die Ortschaften liegen im Umfeld des Foho Ilat-Laun, eines Berges mit einer Höhe von 1061 m.
Von Marobo aus fließt auch der Fluss Marobo zum ganzjährig Wasser führenden Lóis.

## Einwohner
2022 zählte man in den drei Sucos 4.091 Einwohner (1970: 3.324). Der Großteil der Bevölkerung gehört zur Ethnie der Kemak. Daneben gibt es kleine Minderheiten der Bunak und Tetum-Prasa-Sprecher.
Die französische Anthropologin Brigitte Renard-Clamagirand studierte zwischen 1966 und 1970 die Kultur der Region.
Zu Allerheiligen, am 1. November, findet bei den heißen Quellen ein Fest statt.

## Geschichte

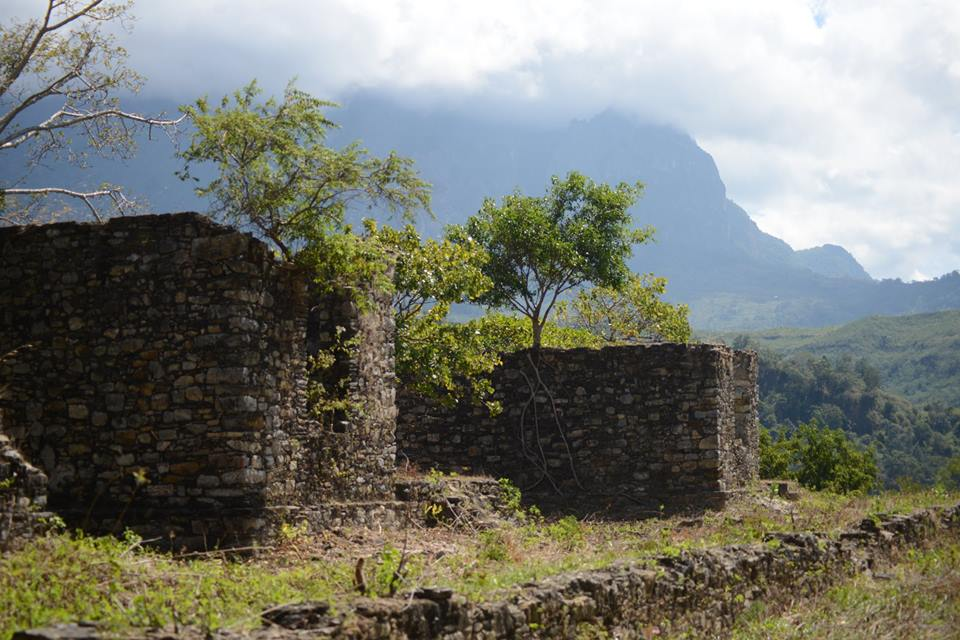
Portugiesische Ruinen in Marobo, südöstlich der Thermen (2016)

Die Marobo-Kemak hatten ein kleines Reich, das aber unter der Vorherrschaft des Kemak-Reiches von Atsabe stand, an dessen Peripherie Marobo lag. Hier haben sich die Kemak, wie im benachbarten Obulo, über Generationen mit der benachbarten Ethnie der Bunak vermischt, weswegen es kulturelle Unterschiede zwischen den Kemak von Atsabe und Marobo gibt.
Gouverneur José Celestino da Silva führte im März 1895 eine Offensive gegen Marobo und das eng mit ihm verbundene Obulo, um sie endgültig für Portugal zu unterwerfen.

## Wirtschaft
Während der portugiesischen Kolonialzeit entstand im Suco Ilat-Laun ein Bad mit heißen Quellen (Termas do Marobo). Das Schwimmbecken, das von der heißen Quelle gespeist wird, existiert noch und ist heute eine touristische Sehenswürdigkeit.

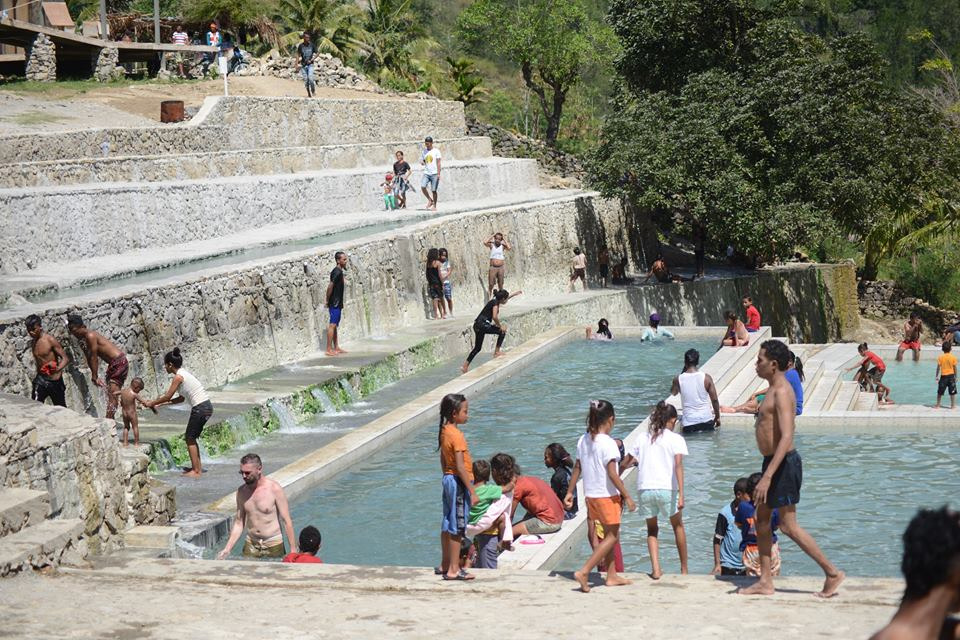
Die Termas do Marobo
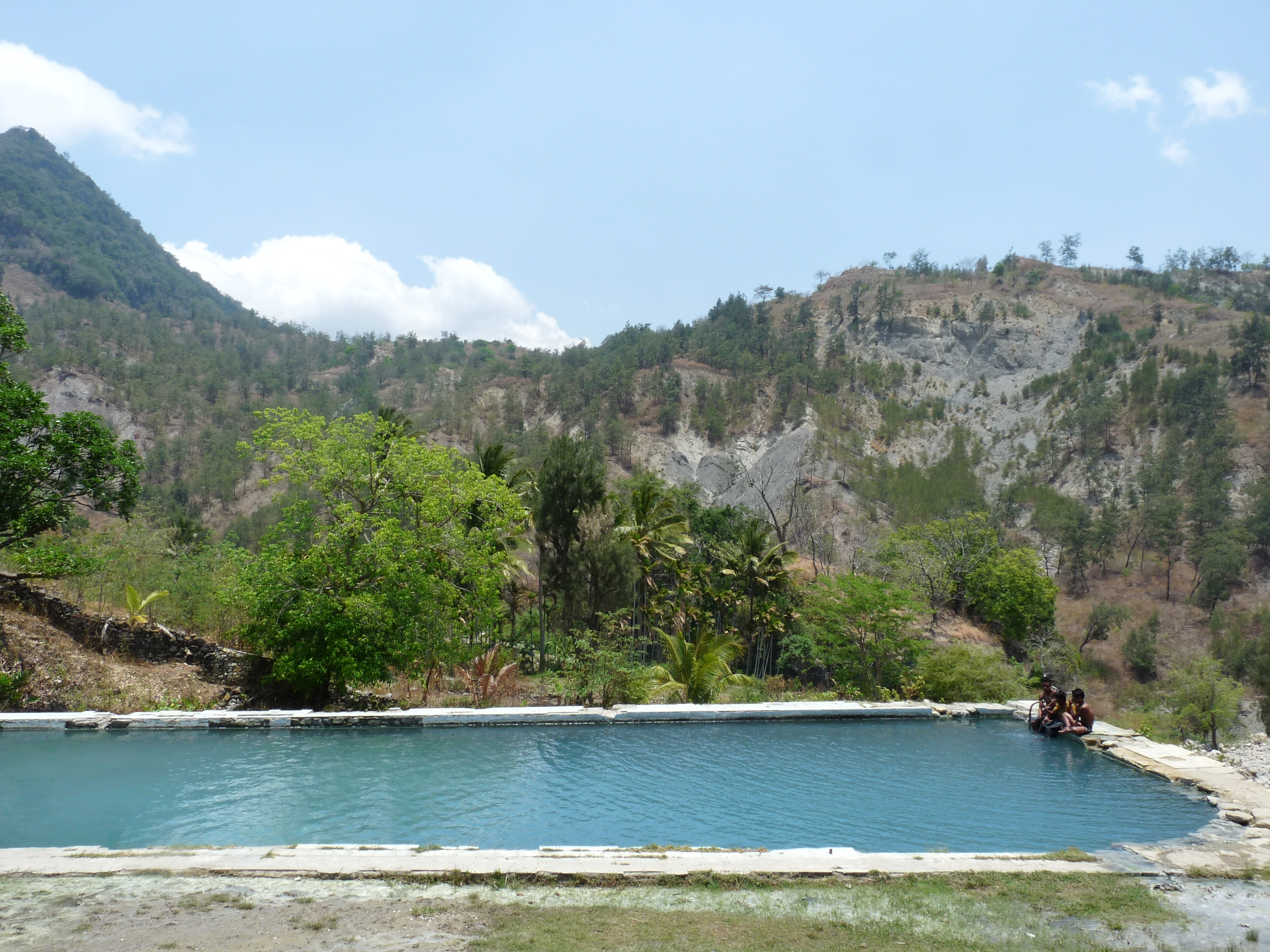
Heiße Quelle von Marobo